# Eleccions cantonals franceses de 1970
Les eleccions cantonals es van celebrar el 8 i el 5 de març de 1970.

## Resultats
La taxa d'abstenció s'elevà al 38,23%.
| Tendències                                                                  | Primera volta (%) | Segona volta (en escons) |
| --------------------------------------------------------------------------- | ----------------- | ------------------------ |
| Extrema esquerra                                                            | 3,1               | 22                       |
| Partit Comunista Francès                                                    | 23.8              | 144                      |
| Partit Socialista                                                           | 14,8              | 263                      |
| Divers gauche i Radical                                                     | 10.5              | 292                      |
| Centre démocrate                                                            | 9.1               | 183                      |
| Républicains indépendants                                                   | 5.2               | 110                      |
| Unió per la Defensa de la República                                         | 15.6              | 206                      |
| Divers droite                                                               | 17.8              | 389                      |
| Font: Alain Lancelot, Les élections sous la Ve République, PUF, Paris, 1988 |                   |                          |